# Ruine Gibralfaro
Ruine Gibralfaro är ett slott i Spanien.   Det ligger i provinsen Provincia de Málaga och regionen Andalusien, i den södra delen av landet, 400 km söder om huvudstaden Madrid. Ruine Gibralfaro ligger 121 meter över havet.
Terrängen runt Ruine Gibralfaro är kuperad norrut, men åt sydväst är den platt. Havet är nära Ruine Gibralfaro åt sydost.  Närmaste större samhälle är Málaga, 0,85 km väster om Ruine Gibralfaro. 